# 38.º Prêmio Vladimir Herzog
O 38º Prêmio Vladimir Herzog teve os seus vencedores anunciados no dia 7 de outubro de 2016. A Cerimônia de Premiação será realizada no dia 25 de outubro, em São Paulo.
Em 2016, foram aceitas as inscrições de 567 trabalhos.

## Vencedores
Arte
- Vencedor: Brum (Rodrigo Serra Brum Machado) | “Monstro” | Jornal Tribuna do Norte – Natal/RN

- Menção Honrosa: Samuca (Samuel Rubens de Andrade) | “Eu vi um Pokémon” | Diário de Pernambuco – Recife/PE

Fotografia
- Vencedor: André Lucas Almeida (André Lucas de Almeida) | “Repressão Policial contra secundaristas” | Brasil Post – São Paulo/SP

- Menção honrosa: Ricardo Oliveira (Sergio Ricardo de Oliveira) | “Piaçabeiros e Piabeiros, às margens do Rio Negro, das leis trabalhistas e dos direitos humanos” | Jornal Amazonas Em Tempo – Manaus/AM

Internet
- Vencedora: Natalia Viana (Natalia Viana Rodrigues) | “Especial 100” | Agência Pública – São Paulo/SP

- Menção Honrosa: Juan Torres (Juan José Torres Gilardi) | “O Silêncio das Inocentes” | Correio – Salvador/BA

- Menção Honrosa: Elvira Lobato (Elvira Lobato Araújo) | “TVs da Amazônia – Uma realidade que o Brasil desconhece” | Agência Pública – Rio de Janeiro/RJ

Jornal
- Vencedor: Leonencio Nossa (Leonencio Nossa Junior) | “Terra Bruta” | O Estado de S. Paulo – Brasília/DF[2]

- Menção honrosa: Vitor Hugo Brandalise (Vitor Hugo Brandalise Junior) | “Por cima, não: ‘acima’” | O Estado de S. Paulo – Caderno Aliás – São Paulo/SP

Rádio
- Vencedora: Michelle Trombelli (Michelle de Bastos Trombelli) | “Especial 10 anos – Lei Maria da Penha” | Rádio BandNews FM –  São Paulo/SP

Revista
- Vencedora: Cristine Kist | “O bandido está morto e agora?” | Revista Galileu – São Paulo/SP

- Menção Honrosa: Maria Clara Nicolau Vieira | “Pequenos e invisíveis: a mortalidade das crianças indígenas” | Revista Crescer – São Bernardo do Campo/SP

Documentário
- Vencedora: Débora Brito (Débora Teles de Brito) | “Mulheres do Zika” | TV Brasil – Brasília/DF | Luana Ibelli (Luana Fernanda Ibelli)

- Menção Honrosa: “Racismo na Escola” | TV Brasil – São Paulo/SP

Reportagem de TV
- Vencedora: Monica Pinheiro (Monica Maria Pinheiro Villar de Queiroz) | “Chacina em Osasco” | TV Globo – São Paulo/SP[3]

- Menção honrosa: Daniel Motta (Daniel Paulino Mota) | “Rota da Castanha: Exploração Sem Limites” | TV Record – São Paulo/SP